# Quilengues
Quilengues est une ville et municipalité angolaise de la province de Huila. Elle est peuplée de 113 825 habitants (estimation 2006).